# Функтор
Функтор — відображення однієї категорії в іншу, узгоджене зі структурою категорій. Функтори були вперше введені в алгебраїчній топології, де алгебраїчні структури пов'язуються з топологічними просторами, а їхні гомоморфізми — з неперервними відображеннями. В наш час[коли?] функтори використовуються в багатьох розділах математики для встановлення зв'язків між різними категоріями. Термін «функтор» був взятий математиками з робіт філософа Р. Карнапа.

## Визначення
Одномісним коваріантним функтором {\displaystyle {\mathcal {F}}\colon {\mathcal {C}}\to {\mathcal {D}}} з категорії {\displaystyle {\mathcal {C}}} у категорію {\displaystyle {\mathcal {D}}}, називається пара відображень {\displaystyle {\mathcal {F}}_{Ob}\colon Ob\,{\mathcal {C}}\to Ob\,{\mathcal {D}}} {\displaystyle {\mathcal {F}}_{\mathrm {Hom} }\colon \mathrm {Hom} \,{\mathcal {C}}\to \mathrm {Hom} \,{\mathcal {D}}} що позначаються зазвичай однією і тією ж буквою, наприклад F , та задовольняють умовам: 
1. {\displaystyle F(id_{A})=id_{F(A)}\,} для кожного {\displaystyle A\in Ob\,{\mathcal {D}}};
2. {\displaystyle F(g\circ f)=F(g)\circ F(f)} для будь-яких морфізмів {\displaystyle f\in \mathrm {Hom} _{\mathcal {C}}(A,B)} і {\displaystyle g\in \mathrm {Hom} _{\mathcal {D}}(B,C)}.

Функтор з категорії {\displaystyle {\mathcal {C}}^{*}}, двоїстої категорії {\displaystyle {\mathcal {C}}}, у категорію {\displaystyle {\mathcal {D}}} називається одномісним контраваріантним функтором з {\displaystyle {\mathcal {C}}} у {\displaystyle {\mathcal {D}}}. Таким чином для контраваріантного функтора {\displaystyle {\mathcal {F}}\colon {\mathcal {C}}\to {\mathcal {D}}} як і раніше повинна виконуватися умова 1), а замість умови 2) — умова 2*) {\displaystyle F(g\circ f)=F(f)\circ F(g)} для будь-яких морфізмів {\displaystyle f\in \mathrm {Hom} _{\mathcal {C}}(A,B)}{\displaystyle g\in \mathrm {Hom} _{\mathcal {D}}(B,C)}. 
n-містним функтором з категорій {\displaystyle {\mathcal {C}}_{1},{\mathcal {C}}_{2},{\mathcal {C}}_{3},...,{\mathcal {C}}_{n}} в категорію {\displaystyle {\mathcal {D}}}, коваріантним за аргументами {\displaystyle 1<i_{1}<i_{2}<...<i_{k}<n} і контраваріантним за рештою аргументів, називається функтор з декартового добутку категорій {\displaystyle \prod _{i=1}^{n}{\bar {\mathcal {C}}}_{i}} у категорію {\displaystyle {\mathcal {D}}}, де {\displaystyle {\bar {\mathcal {C}}}_{i}={\mathcal {C}}_{i}} при {\displaystyle i=i_{1},i_{2},...,i_{k}} і {\displaystyle {\bar {\mathcal {C}}}_{i}={\mathcal {C}}_{i}^{*}} при інших i. Двомісні функтори, коваріантні за обома аргументами, називаються біфункторами.  

### Поліноміальний функтор
В алгебрі поліноміальний функтор є ендофунктором у категорії {\displaystyle {\mathcal {V}}} скінченновимірних векторних просторів, що поліноміально не залежить від векторних просторів. 
Нехай {\displaystyle E} та {\displaystyle F} - однорідні поліноміальні функтори степенів {\displaystyle m} та {\displaystyle n} відповідно. Тоді {\displaystyle E\otimes F:X\mapsto E(X)\otimes F(X)} - однорідний поліноміальний функтор степеня {\displaystyle m+n,} який відповідає представленню групи {\displaystyle S_{m+n}.}

## Приклади
1. Функтор {\displaystyle {\mathcal {F}}\colon {\mathcal {C}}\to {\mathcal {D}}}, що відображає кожен об'єкт категорії {\displaystyle {\mathcal {C}}} в деякий фіксований об'єкт X категорії {\displaystyle {\mathcal {D}}}, а кожен морфізм категорії {\displaystyle {\mathcal {C}}} в одиничний морфізм на об'єкті X називається сталим функтором.
2. Тотожне відображення довільної категорії {\displaystyle {\mathcal {C}}} в себе є одномісним коваріантним функтором, який називається тотожним функтором категорії і позначається {\displaystyle Id_{\mathcal {C}}}.
3. Нехай {\displaystyle {\mathcal {C}}} — довільна категорія {\displaystyle {\mathcal {O}}} — категорія множин, А — фіксований об'єкт з {\displaystyle {\mathcal {C}}}. Зіставлення кожному {\displaystyle X\in Ob\,{\mathcal {C}}} множини {\displaystyle \mathrm {Hom} ^{A}(X)=\mathrm {Hom} _{\mathcal {C}}(A,X)} і кожному морфізму {\displaystyle F\colon X\to Y} відображення {\displaystyle \mathrm {Hom} _{f}^{A}\colon \mathrm {Hom} ^{A}(X)\to \mathrm {Hom} ^{A}(Y)}, де {\displaystyle \mathrm {Hom} _{f}^{A}(g)=gf} для кожного {\displaystyle g\in \mathrm {Hom} ^{A}(X)}, є функтором з {\displaystyle {\mathcal {C}}} у {\displaystyle {\mathcal {O}}}. Цей функтор називається основним коваріантним функтором з {\displaystyle {\mathcal {C}}} у {\displaystyle {\mathcal {O}}} з представляючим об'єктом А. За допомогою двоїстості визначається контраваріантний функтор з {\displaystyle {\mathcal {C}}} у {\displaystyle {\mathcal {O}}} з представляючим об'єктом А. Ці функтори позначаються {\displaystyle \mathrm {Hom} ^{A}} і {\displaystyle \mathrm {Hom} _{A}} відповідно. Якщо {\displaystyle {\mathcal {C}}} — категорія векторних просторів над полем K, то функтор {\displaystyle \mathrm {Hom} _{K}\,} задає перехід від простору Е до простору лінійних функціоналів Е*. У категорії топологічних абелевих груп функтор {\displaystyle \mathrm {Hom} _{Q}\,}, де Q — факторгрупа групи дійсних чисел по підгрупі цілих чисел, зіставляє кожній групі її групу характерів.

У будь-якій категорії зі скінченними добутками, добуток можна розглядати як n-місний функтор, коваріантний за всіма аргументами, при будь-якому натуральному n. Як правило, конструкції, що визначаються для будь-якого об'єкта категорії або для будь-якої послідовності об'єктів фіксованої довжини незалежно від індивідуальних властивостей об'єктів, є функторами. Такі, наприклад, конструкція вільних алгебр деякого многовиду універсальних алгебр, що однозначно зіставляються кожному об'єктові категорії множин, конструкція фундаментальної групи топологічного простору, конструкції груп гомології і когомології різних розмірностей і т. д.
Будь-який функтор {\displaystyle {\mathcal {F}}\colon {\mathcal {C}}\to {\mathcal {D}}} визначає відображення кожної множини {\displaystyle \mathrm {Hom} _{\mathcal {C}}(A,B)} в множину {\displaystyle \mathrm {Hom} _{\mathcal {C}}(F(A),F(B)} зіставляючи морфізму {\displaystyle f\colon A\to B} морфізм {\displaystyle F(f)\colon F(A)\to F(B)}. функтор F називається унівалентним, якщо всі вказані відображення ін'єктивні, і повним, якщо всі ці відображення сюр'єктивні.